# Saint-Marc-le-Blanc (commune déléguée)
Pour les articles homonymes, voir Saint-Marc.
Saint-Marc-le-Blanc est une ancienne commune française située dans le département d'Ille-et-Vilaine en Région Bretagne, peuplée de 1 319 habitants. Depuis le 1er janvier 2019, elle est une commune déléguée de la commune nouvelle de Saint-Marc-le-Blanc issue de la fusion des communes de Saint-Marc-le-Blanc et Baillé.

## Géographie
Saint-Marc-le-Blanc est situé à 39 km au nord-est de Rennes et à 33 km au sud du mont Saint-Michel dans le pays de Fougères.
Les communes limitrophes sont Maen Roch (commune déléguée de Saint-Brice-en-Coglès), Baillé, Le Tiercent, Chauvigné et Val-Couesnon (commune déléguée de Tremblay.

## Toponymie
Le nom de la localité est attesté sous la forme Sancti Medardi Albi vers 1330 .
Le nom de cette commune, à la base, devait être Saint Médard d'Aubigné en faisant référence à l'église Saint-Médard ainsi qu'au mot latin Albiniesis qui fut traduit par erreur par « blanc » ce qui donna donc Saint-Marc-le-Blanc[réf. nécessaire].

## Histoire

### Époque moderne
Après le grand incendie de Rennes de 1720, le granite de la carrière du Rocher-Guyon fut utilisé ; certains blocs de plus de 200 kg furent tirés par des chariots spéciaux tirés par dix chevaux ; le voyage durait trois jours pour parcourir la trentaine de kilomètres.

### XXesiècle
Dans la nuit du 16 au 17 octobre 1937, le manoir des Rochers, situé au hameau du Rocher Hue, est atteint par un incendie d'origine accidentelle. Deux de ses occupants perdent la vie au cours du drame.

### XXIesiècle
Le 1er janvier 2019 Saint-Marc-le-Blanc et Baillé fusionnent pour créer la commune nouvelle de Saint-Marc-le-Blanc.

## Politique et administration

### Administration municipale
| Période                                  | Période               | Identité                  | Étiquette | Qualité                                                                                |
| ---------------------------------------- | --------------------- | ------------------------- | --------- | -------------------------------------------------------------------------------------- |
| 1906                                     | 1917                  | Louis Taillepain          |           |                                                                                        |
| 1917                                     | 1920                  | Julien Hommerie           |           |                                                                                        |
| 1920                                     | juillet 1932 (décès)  | Hyacinthe Gavard          |           | Propriétaire                                                                           |
| septembre 1932                           | mai 1945              | Jean Letaillandier        |           |                                                                                        |
| mai 1945                                 | novembre 1961 (décès) | Jean Goby (1894-1961)     | SFIO      | Directeur de coopérative, syndicaliste Conseiller municipal (1935 → 1945)              |
| décembre 1961                            | février 1970 (décès)  | Vincent Simon (1900-1970) | SFIO      | Ancien tailleur de pierre, carrier Conseiller municipal (1935 → 1947 puis 1953 → 1961) |
| avril 1970                               | mars 1983             | Jean Chapron              |           | Cultivateur, ancien premier adjoint                                                    |
| mars 1983                                | mars 1989             | Maurice Biheux            |           | Maître carrier                                                                         |
| mars 1989                                | mars 2001             | Jean Coudray              |           |                                                                                        |
| mars 2001                                | 31 décembre 2018      | Alain Besnier             | UDI       | Inséminateur retraité                                                                  |
| Les données manquantes sont à compléter. |                       |                           |           |                                                                                        |

## Population et société

### Démographie
En 2021, la commune comptait 1 319 habitants. Depuis 2004, les enquêtes de recensement dans les communes de moins de 10 000 habitants ont lieu tous les cinq ans (en 2005, 2010, 2015, etc. pour Saint-Marc-le-Blanc) et les chiffres de population municipale légale des autres années sont des estimations.
| 1793  | 1800  | 1806  | 1821  | 1831  | 1836  | 1841  | 1846  | 1851  |
| ----- | ----- | ----- | ----- | ----- | ----- | ----- | ----- | ----- |
| 1 250 | 1 279 | 1 315 | 1 105 | 1 245 | 1 217 | 1 311 | 1 347 | 1 444 |

| 1856  | 1861  | 1866  | 1872  | 1876  | 1881  | 1886  | 1891  | 1896  |
| ----- | ----- | ----- | ----- | ----- | ----- | ----- | ----- | ----- |
| 1 432 | 1 534 | 1 608 | 1 539 | 1 583 | 1 586 | 1 613 | 1 585 | 1 584 |

| 1901  | 1906  | 1911  | 1921  | 1926  | 1931  | 1936  | 1946  | 1954  |
| ----- | ----- | ----- | ----- | ----- | ----- | ----- | ----- | ----- |
| 1 549 | 1 585 | 1 684 | 1 472 | 1 475 | 1 384 | 1 381 | 1 289 | 1 286 |

| 1962  | 1968  | 1975  | 1982  | 1990  | 1999  | 2005  | 2010  | 2015  |
| ----- | ----- | ----- | ----- | ----- | ----- | ----- | ----- | ----- |
| 1 186 | 1 163 | 1 098 | 1 114 | 1 108 | 1 086 | 1 161 | 1 288 | 1 376 |

| 2018  | - | - | - | - | - | - | - | - |
| ----- | - | - | - | - | - | - | - | - |
| 1 382 | - | - | - | - | - | - | - | - |

## Évènements
- Fête des Picaous (tailleurs de pierre).

## Culture locale et patrimoine

### Lieux et monuments
- Église paroissiale Saint-Médard : nef partiellement romane et du XVe siècle. Transept des XVe et XVIe siècles. Clocher de 1855.

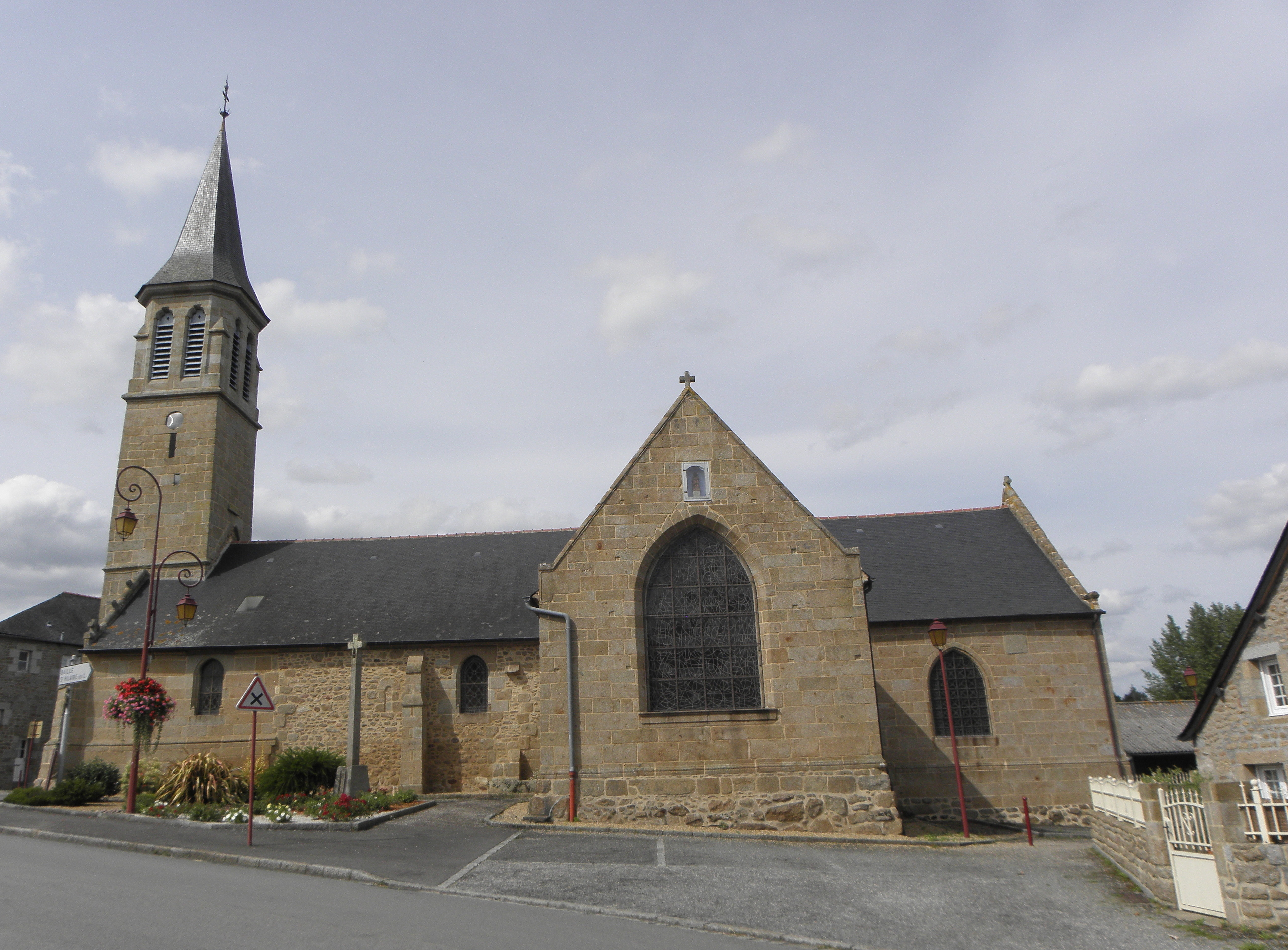
Vue méridionale de l'église Saint-Médard.
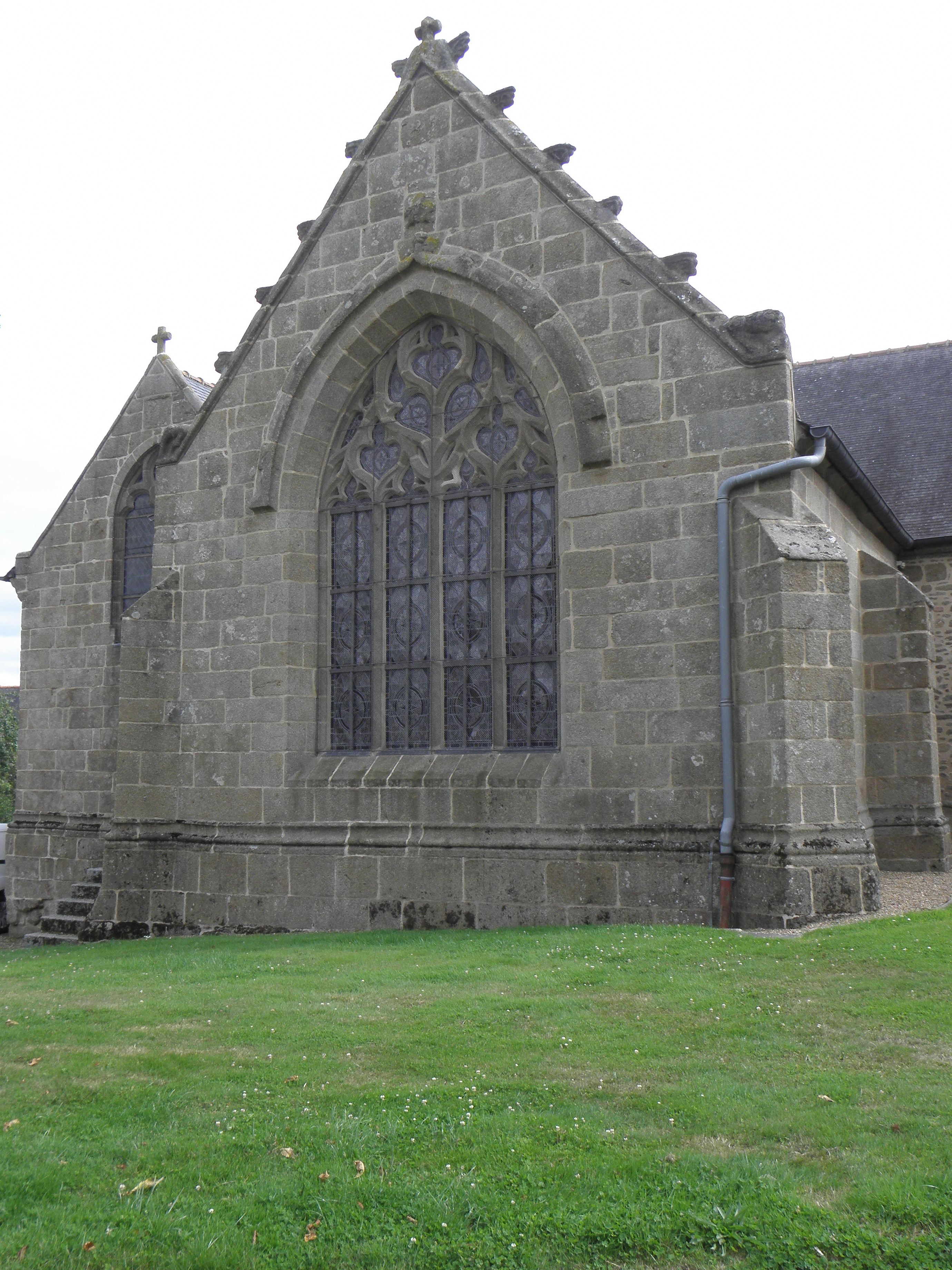
Le transept nord et la sacristie, ancienne chapelle seigneuriale du XVe siècle.
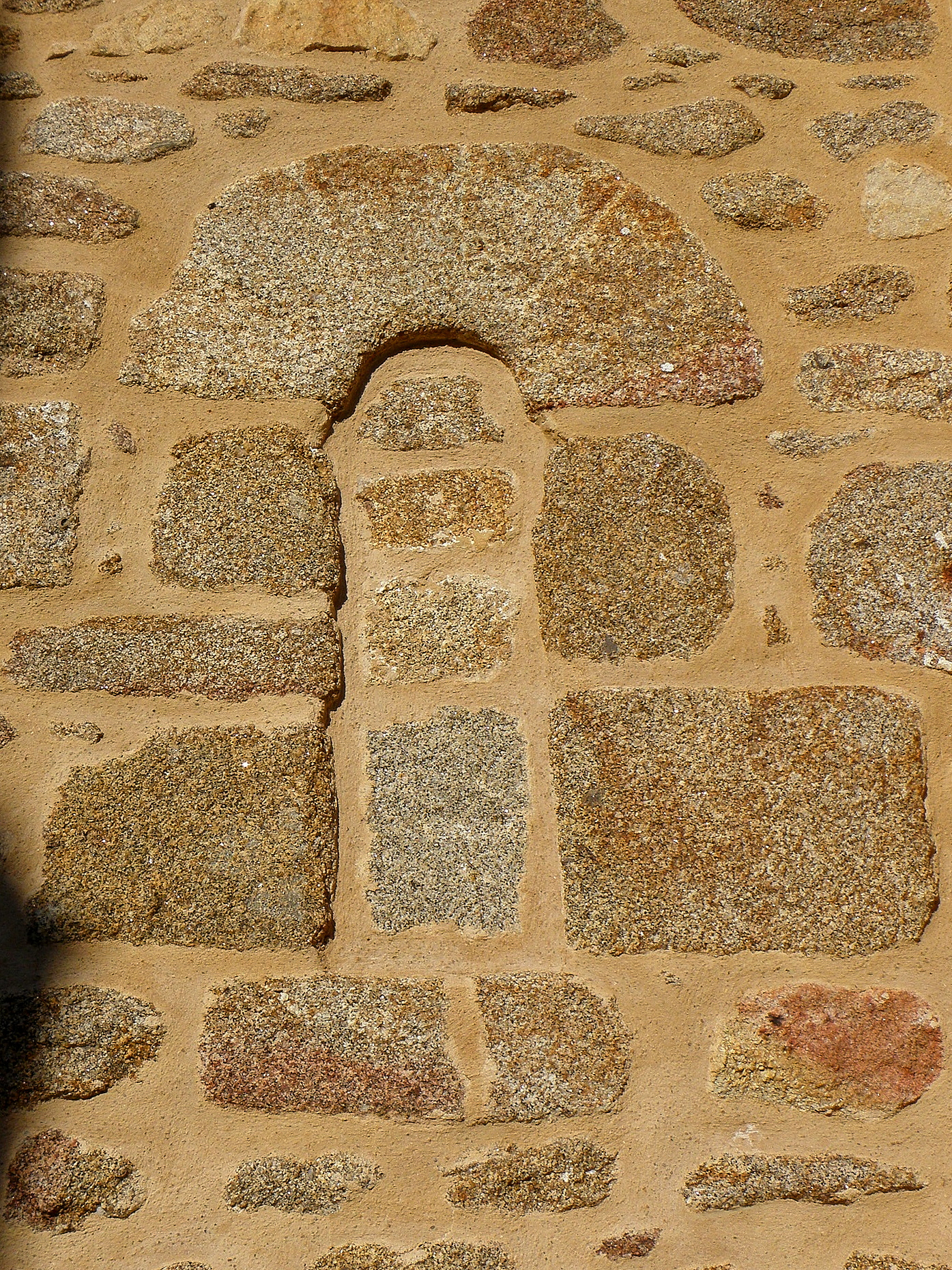
Fenêtre romane obstruée.
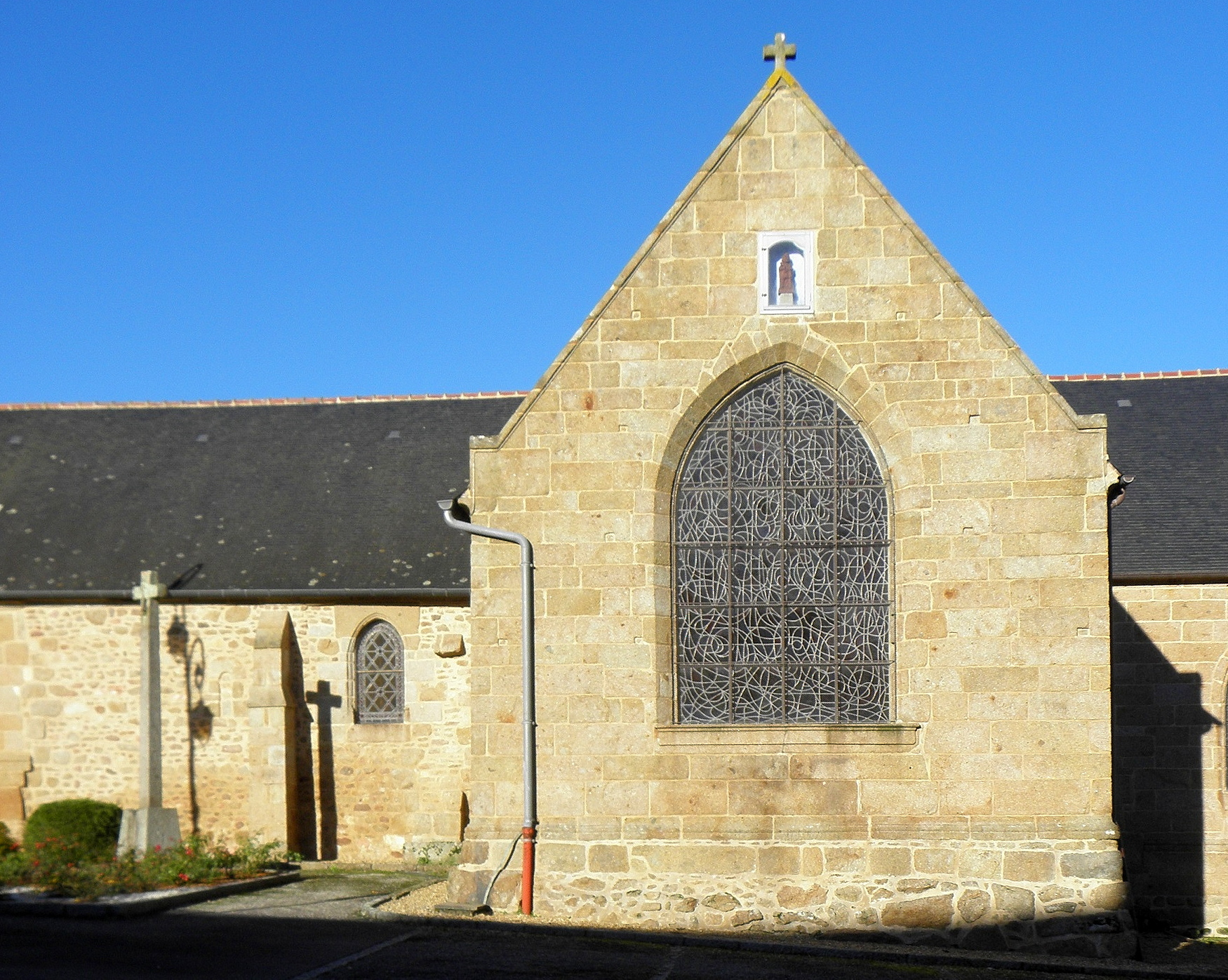
Le transept sud.

## Personnalités liées à la commune

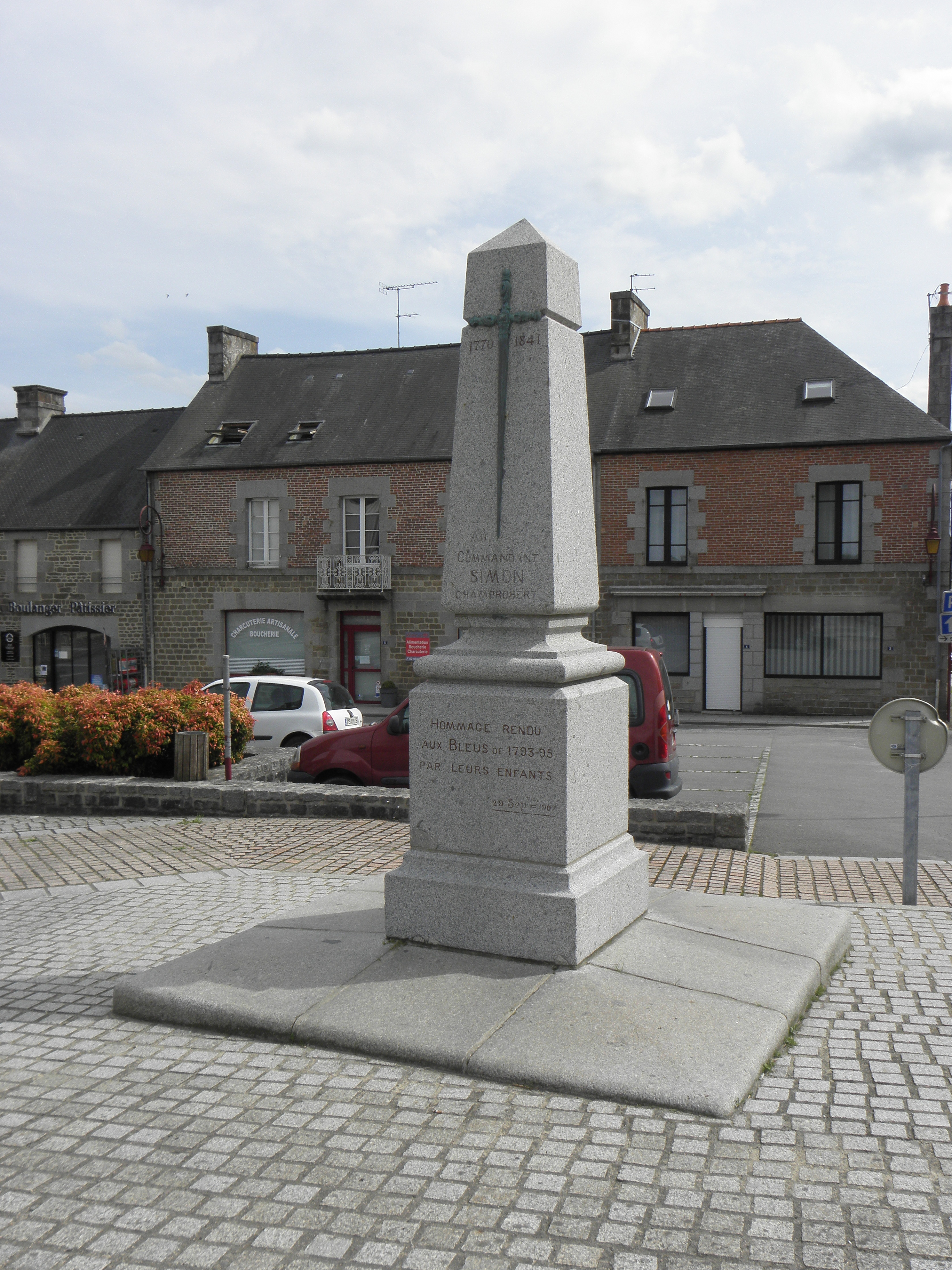
Monument commémorant le souvenir du révolutionnaire Julien Simon dit Champrobert.

- Julien Simon dit Champrobert. Héros de la Révolution, il est nommé commandant de la garde nationale et, pendant plus de huit ans, lutte avec ses hommes contre les chouans et les ennemis de la République. Maire de Saint-Marc-le-Blanc depuis le 19 août 1837, il meurt au village des Champs-Robert le 7 septembre 1841 à l'âge de 71 ans.

Un monument a été érigé en sa mémoire sur la place de la mairie. Il porte sur la partie haute, une épée est entourée des dates 1770 et 1841, tandis qu'est gravée en bas cette inscription : « Au commandant Simon Champrobert, Hommage rendu aux bleus de 1793-95 par leurs enfants 29 sept. 1907 ».
- Jean-Louis Gavard (1776 à Saint-Marc-le-Blanc - 1807), chouan, maire de Parcé et juge de paix.